# Riccardo Momigliano
Riccardo Momigliano (Cuneo, 31 marzo 1879 – Mondovì, 19 giugno 1961) è stato un giornalista, politico e antifascista italiano.

## Biografia
Segretario delle Camere del Lavoro di Varese (dal 1902) e Bologna (1911) e della federazione del Partito Socialista Italiano di Como, collaborò con varie testate giornalistiche e diresse il Corriere Biellese. Fu eletto deputato alle elezioni del 1919 e riconfermato nel 1921 e nel 1924. Divenne membro della Direzione del PSI e dal 1925 direttore dell'Avanti!. Con le leggi fascistissime decadde da parlamentare e fu condannato a cinque anni di confino.
Dopo un anno fu prosciolto e si trasferì a Torino, dove lavorò presso la casa editrice UTET fino al 1943, quando si recò in Svizzera per sfuggire alle persecuzioni contro gli ebrei, per rientrare poi clandestinamente in Italia e collaborare con il Comitato di Liberazione Nazionale. Fu membro della Consulta Nazionale, deputato dell'Assemblea Costituente e senatore della I legislatura repubblicana. Dal 1947 aveva aderito al PSLI.